# Halichoeres discolor
Halichoeres discolor är en fiskart som beskrevs av Bussing, 1983. Halichoeres discolor ingår i släktet Halichoeres och familjen läppfiskar. IUCN kategoriserar arten globalt som sårbar. Inga underarter finns listade i Catalogue of Life.